# Inndyr
Inndyr is een plaats in de Noorse gemeente Gildeskål, provincie Nordland. Inndyr telt 658 inwoners (2007) en heeft een oppervlakte van 0,85 km².